# 19741 Callahan
Callahan (asteróide 19741) é um asteróide da cintura principal, a 1,9527231 UA. Possui uma excentricidade de 0,1310689 e um período orbital de 1 230,46 dias (3,37 anos).
Callahan tem uma velocidade orbital média de 19,86850048 km/s e uma inclinação de 8,04882º.
Este asteróide foi descoberto em 5 de Janeiro de 2000 por LINEAR.